# ジョルジュ・ソレル
ジョルジュ・ソレル（Georges Sorel、1847年11月2日 - 1922年8月29日）は、革命的サンディカリスムのフランス人の哲学者、社会理論家。フランスにおけるマルクス主義の紹介者。

## 来歴
フランス・シェルブールの油と炭酸水商人の家に生まれる。エコール・ポリテクニークを卒業。はじめはフランス政府の技監だった。しかし、社会問題を研究するようになり、1890年代にマルクス主義に傾倒する。労働組合の団結と闘争とを説く（1898年）。その反議会主義と直接行動への志向は当時の知識人と労働者に歓迎された。ドレフュス事件の際に反ユダヤ主義への反対もしている。
最初、マルクス主義理論の弱点と考えたものを補おうとしたが、最終的にはマルクス主義の修正とも言える思想を唱え、エドゥアルト・ベルンシュタインの右派的な修正主義とは区別して史的唯物論と弁証法的唯物論、およびプロレタリア国際主義を拒絶した左派修正主義を主張した。さらに正統派マルクス主義の「歴史の必然」を信じず、慎重に考案された「神話」が大衆を一致した行動に導く、と考えた。したがって、ソレルの行動指針は、ゼネラル・ストライキ、ボイコット、サボタージュによって資本主義を分裂させ、労働者による生産手段の統制をもたらすことに向けられた。さらにブルジョワ民主主義に懐疑的なアナキストであるプルードンにも理論的是認を求め、「神話」の重要性と科学的な唯物論への反対についてはアンリ・ベルクソンやエドゥアルト・フォン・ハルトマンに学んだといえる。また、強制力を使って変化を起こす唯一の道だとして、フランス社会でとらえられていたジャコバンの伝統を復興させた。ブルジョワ民主主義を攻撃したことについて、ソレルはアクション・フランセーズのシャルル・モーラスを賞賛した。さらにソレルは国家の永久戦争the state of permanent warも階級闘争、革命とした。
一方、ソレル自身はあくまでマルクス主義理論家であった。ソレルはイタリアのマルクス主義の父アルトゥール・ラブリオーラと親交を持っていて、フランス語に翻訳された「歴史の唯物論概念」についてのラブリオーラのエッセイに序文を書いている。さらには主著の『暴力論(『暴力に関する考察』) Reflexions sur la Violence, 1908年』第五版の付録として、《レーニンのために Pour Lenine 》という題の論文を書いて憲法制定会議をボイコットして社会主義を宣言したレーニンの行為を弁護し、ロシア革命を讃えている。しかしながらレーニンは「ソレル、何と悪名高い草稿！」とソレルの言動には全く否定的だった。
彼の著書はヴィルフレド・パレート及びベネデット・クローチェに絶賛され、彼の思想はカトリック・反民主主義の政治傾向（例えばカール・シュミットなど）、特にファシズムには絶大な影響を与え、ムッソリーニは「ファシズムの精神的な父」「私の師」「私自身はソレルに最も負っている」と発言している。また、ヴァルター・ベンヤミンが著した『暴力批判論』はソレル『暴力論』の影響を受けている。

## 日本語訳
- 暴力の倫理 小野十三郎訳. 金星堂, 1928. 社会科学叢書
- 暴力考 西川勉訳. 中央公論社, 1929.
- マルクス説の崩解 百瀬二郎訳 世界大思想全集 春秋社、1930
- 暴力論 木下半治訳 1933 岩波文庫
- 進歩の幻想 川上源太郎訳 「現代思想2」ダイヤモンド社 1974年
- 『ドレフュス革命』稲葉三千男訳、創風社、1995年
- 新訳『暴力論』今村仁司、塚原史訳、岩波文庫、2007年
- 『プロレタリアートの理論のために　マルクス主義批判論集』
上村忠男・竹下和亮・金山準訳、未來社「転換期を読む」、2014年

## 参照
1. ↑  Zeev Sternhell:The Birth of Fascist Ideology:From Cultural Rebellion, 2001, pp.92
2. ↑  大杉栄『ベルグソンとソレル』二 ソレルとセンディカリスム
3. ↑  Mediterranean Fascism 1919-1945 Edited by Charles F. Delzel, Harper Rowe 1970, page 3
4. ↑  Schreiber, Emile. L’Illustration, No. 4672 (September 17, 1932).
5. ↑   Versluis, Arthur.The New Inquistions. Oxford University Press, 2006.